# NGC 4348
NGC 4348 је спирална галаксија у сазвежђу Девица која се налази на NGC листи објеката дубоког неба.
Деклинација објекта је - 3° 26' 33" а ректасцензија 12h 23m 53,9s. Привидна величина (магнитуда) објекта NGC 4348 износи 12,5 а фотографска магнитуда 13,3. Налази се на удаљености од 32,643 милиона парсека од Сунца. NGC 4348 је још познат и под ознакама MCG 0-32-3, CGCG 14-23, KARA 527, IRAS 12213-0310, PGC 40284.